# Svečina
Svečina je naselje u slovenskoj Općini Kungoti. Svečina se nalazi u pokrajini Štajerskoj i statističkoj regiji Podravskoj. 

## Stanovništvo
Prema popisu stanovništva iz 2002. godine naselje je imalo 154 stanovnika.